# Lutjanus synagris
Lutjanus synagris là một loài cá biển thuộc chi Lutjanus trong họ Cá hồng. Loài này được mô tả lần đầu tiên vào năm 1801.

## Từ nguyên
Từ định danh synagris bắt nguồn từ tên thường gọi trong tiếng Hy Lạp cổ đại của cá tráp Dentex dentex, một loài mà Linnaeus cho là giống với loài cá ông đang mô tả.

## Phân bố và môi trường sống
L. synagris có phân bố rộng rãi dọc Tây Đại Tây Dương, từ Bermuda và bang North Carolina (Hoa Kỳ) băng qua khắp vịnh México và biển Caribe, dọc theo bờ biển Nam Mỹ đến bang Santa Catarina (Brasil).
L. synagris sống chủ yếu xung quanh rạn san hô và trên nền cát có phủ rong tảo, cả vùng nước đục lẫn nước trong, được tìm thấy ở độ sâu độ sâu ít nhất là 400 m (thường thấy trong khoảng từ 20 đến 70 m).

### Loài bị đe dọa
Do là nguồn lợi thủy sản quan trọng mà L. synagris rơi vào tình trạng đánh bắt quá mức, đặc biệt là việc nhắm vào các đàn sinh sản của chúng, như đã được ghi nhận ở Brasil.
Suy thoái môi trường sống xảy ra ở Cuba do quá trình nhiễm mặn ở các đầm phá nội địa, thiệt hại đối với các thảm cỏ biển Thalassia do bão và thay đổi dòng nước ở các khu vực ven biển, đều là những nơi mà cá con có thể sinh sống.
L. synagris cũng phải hứng chịu nguy cơ từ vụ tràn dầu Deepwater Horizon ở vịnh México.
Sự suy giảm quần thể đáng kể của L. synagris đã được ghi nhận ở bờ biển Đại Tây Dương của Hoa Kỳ, México, Cuba, Brasil và còn những nơi khác. Do đó, L. synagris được xếp vào nhóm Loài sắp bị đe dọa.

## Mô tả
Chiều dài cơ thể lớn nhất được ghi nhận ở L. synagris là 71 cm, thường bắt gặp với chiều dài trung bình khoảng 30 cm.
L. synagris có màu đỏ hồng ánh bạc với 6–8 sọc ngang màu vàng và một số vệt sọc dọc sẫm màu. Thân trên có các vạch vàng xiên. Mống mắt đỏ nhạt. Đốm đen ở thân sau, nằm dưới phần trước của vây lưng mềm và trên đường bên (đôi khi không xuất hiện), hiếm khi kéo dài qua đường bên. Các vây đỏ hoặc vàng; vây đuôi có viền sau sẫm màu.
Số gai ở vây lưng: 10; Số tia vây ở vây lưng: 12–13; Số gai ở vây hậu môn: 3; Số tia vây ở vây hậu môn: 8–9; Số tia vây ở vây ngực: 15–16; Số vảy đường bên: 47–50.

## Sinh thái

### Thức ăn
Thức ăn của L. synagris bao gồm cá nhỏ và nhiều loài thủy sinh không xương sống khác là giun nhiều tơ, giáp xác, chân bụng và chân đầu. Nguồn thức ăn quan trọng nhất của chúng là các loài tôm họ Penaeidae.
Ở L. synagris con, nguồn thức ăn quan trọng nhất lần lượt là các loài giáp xác thuộc các bộ Amphipoda, Isopoda và Mysidacea. Mysidacea chiếm ưu thế trong khẩu phần của cá con vào mùa khô, trong khi Amphipoda được tiêu thụ nhiều nhất vào mùa mưa.

### Sinh sản
Ở ngoài khơi phía nam Florida, L. synagris sinh sản từ tháng 3 đến tháng 8. Ở Cuba, nhìn chung L. synagris sinh sản trong khoảng tháng 4 đến tháng 9,  đạt đỉnh điểm vào tháng 5 hoặc 6 tùy theo vị trí. Ở vịnh Paria (bờ đông Venezuela), L. synagris sinh sản từ tháng 7 đến tháng 11 (đầu hè đến giữa thu). Dọc Ceará và tại quần đảo Abrolhos (Brasil), L. synagris sinh sản từ cuối đông (tháng 9) đến hết hè (tháng 3).

### Tuổi đời
Tuổi thọ lớn nhất mà L. synagris đạt được tính đến hiện tại là 19 năm, thuộc về cá thể ở Bermuda. Ở Jamaica thì tuổi cao nhất mà L. synagris đạt được là 12 năm.

### Lai tạp
Felipe Poey (1860) đã mô tả một loài cá hồng với danh pháp Mesoprion ambiguus (= L. ambiguus) dựa vào một mẫu vật thu thập ở Cuba. Poey sau đó và nhiều nhà ngư học thế hệ sau cũng nhận thấy rằng, L. ambiguus mang kiểu hình trung gian giữa L. synagris và Ocyurus chrysurus, đã đặt ra nghi vấn L. ambiguus là một loài có nguồn gốc lai tạp sau khi kiểm tra mẫu vật.
Ngoài việc chỉ tìm thấy L. ambiguus ở những nơi mà L. synagris và O. chrysurus có phân bố chồng lấn (Florida và vùng biển Caribe), Loftus (1992) còn đưa ra một phân tích về mô hình sinh sản để chứng minh rằng, L. synagris và O. chrysurus là một cặp có khả năng cao nhất để tạo con lai tự nhiên (cả hai loài đều sinh sản cũng thời điểm), không loài nào khác ngoài L. ambiguus. Một cá thể lai giữa L. synagris và O. chrysurus đã được thu thập thêm ở bờ biển bang Pernambuco (Brasil).

## Giá trị
Như đã nói trên, L. synagris là một loài có tầm quan trọng trong nghề cá thương mại và câu cá giải trí. Loài này là mặt hàng thủy sản xuất khẩu đáng kể ở Bắc Brasil, với gần 217 tấn L. synagris được xuất khẩu từ bang Rio Grande do Norte trong khoảng năm 1996 đến 2008.